# Emilio Cao
Emilio Cao (Santiago de Compostel·la, 1953 — 25 de maig de 2025) va ser un compositor i cantautor gallec. Passava els estius a Santa Baia do Araño, al nord del municipi de Rianxo, un lloc que marcaria profundament la seva obra. Va estar vinculat al moviment popular de la cançó gallega, i a l’escena musical alternativa i política durant els últims anys de la dictadura franquista a Espanya.
Actiu des dels anys setanta, va incorporar influències de la música europea i celta a la música tradicional gallega. La seva trajectòria professional es caracteritza per la fusió de diversos estils i sonoritats, combinant elements tradicionals, com les cantigues medievals i la literatura poètica de Manuel Antonio i Uxío Novoneyra, amb instruments com l’arpa i la guitarra elèctrica. Mantingué una llarga amistat amb l’arpista bretó Alan Stivell. És conegut per un procés creatiu autodidacta, amb un estil compositiu marcat per la dimensió emocional i la connexió amb la cultura i la natura gallegues. A més, mantenia una actitud crítica i heterodoxa envers les tendències musicals establertes.
El seu primer disc, Fonte do Araño (1977), va obrir camins a noves sonoritats dins la música gallega. Altres àlbums remarcables són A lenda da pedra do destino (1979), No manto da auga (1981), Amiga Alba e Delgada (1986), Cartas Mariñas (1992) i Sinbad en Galicia (1996). Cao té una extensa discografia i ha col·laborat amb artistes com Fausto, Carlos Paredes, Siniestro Total, John Renbourn i Ruper Ordorika. Va compondre música per al teatre i va formar part de grups com Brétema i N.H.U.
El 2024, va rebre el Premi d’Honor dels Premis Martín Códax de la Música, reconeixent la seva contribució a la música gallega.